# Oratorio di San Celso
Oratorio di San Celso, även San Celsino, är ett dekonsekrerat oratorium i Rom, helgat åt den helige martyren Celsus. Oratoriet är beläget vid Vicolo di San Celso i Rione Ponte och tillhör församlingen San Giovanni dei Fiorentini.

## Oratoriets historia
År 1560 grundades Confraternita del Santissimo Sacramento, ett brödraskap med uppgift att bland annat gå med Eukaristin till de sjuka. Året därpå uppfördes oratoriet. Kardinal Niccolò Coscia, kardinalpräst av Santa Maria in Domnica, lät år 1725 restaurera byggnaden och konsekrerade oratoriet den 29 september samma år. Brödraskapet hade oratoriet som säte fram till 1984, då det överläts åt välgörenhetsorganisationen Caritas. Organisationen lämnade oratoriet år 1993 och det har sedan dess dekonsekrerats.

## Exteriören
Fasadens nedre våning har fyra joniska pilastrar, vilka vilar på höga socklar. På ömse sidor om ingångsportalen finns nischer dekorerade med snäckmotiv. Övervåningen har ett blindfönster med flankerande voluter.

## Interiören
Högaltarmålningen utgjordes tidigare av Kristus och Petrus vid sista måltiden, en kopia utförd 1725 efter en originalmålning från 1600-talet. Numera hänger ett träkrucifix på dess plats. I oratoriets tak ses fresken Jungfru Marie himmelsfärd. Till höger om högaltaret återfinns en inskription som minner om oratoriets konsekrering år 1725: